# Śródkolcowate
Śródkolcowate (Centracanthidae) – rodzina morskich ryb z rzędu okoniokształtnych.
Przykładowe gatunki: Pysoń wygrzbiecony (Spicara maena) i Pysoń smukły (Spicara smaris)

## Występowanie
Wschodni Atlantyk od Wysp Kanaryjskich do południowej Afryki, Morze Śródziemne.

## Klasyfikacja
Rodzaje zaliczane do tej rodziny:
Centracanthus — Spicara